# Paços da Serra
Paços da Serra is een plaats (freguesia) in de Portugese gemeente Gouveia en telt 726 inwoners (2001).